# Monitor (Washington)
Monitor es un área no incorporada ubicado en el condado de Chelan en el estado estadounidense de Washington.

## Geografía
Monitor se encuentra ubicado en las coordenadas 47°29′12″N 120°25′5″O / 47.48667, -120.41806.